# 正义关站
正义关站是位于宁夏回族自治区石嘴山市正义关的一个铁路车站，邮政编码753203。车站建于1989年，有包兰铁路经过该站，现不办理客货运业务，车站及其上下行区间均为电气化区段。车站距离包头站403公里，隶属呼和浩特铁路局，是五等站。